# 由比濱
由比濱（ゆいがはま）是神奈川縣鎌倉市南部面向相模灣的海岸的名稱，是一個知名的海水浴場  。 

## 概述
通常來說，由比濱指滑川河口西側海岸與其周邊（由比濱一到四丁目附近），而東側一般被稱為「材木座海岸」。 目前以湘南海岸聞名，每年夏天吸引不少海水浴場遊客。 
鎌倉時代時由比濱是御家人之間的激戰地，現在御成町的問注所是裁判結果的执處刑場，即使是現在也仍然埋有人骨，在工程時曾發現有當時的人骨出土。 源義經的妻妾静御前，被源賴朝抓下發送鎌倉之後，雖然生了一個源義經的兒子，但據傳被賴朝命屬下將此子丟棄到此海岸殺死。 此外，傳和田義盛也在這裡去世（ 和田合戰）。在元弘之亂的鎌倉之戰中，新田義貞突破稻村崎並進攻海灘，決定了幕府的陷落。 
2013年，鎌倉市出售海滩的命名權，當地以「鳩サブレー」聞名的糖果店「豊島屋」購買了10年的契約，但最終沒有更改名稱。 
2018年8月5日當地發現藍鯨屍體。 它被認為是一今年出生的雄性藍鯨，長約10公尺。 這是第一次發現藍鯨被打上日本海岸，並可用於生物研究， 國立科學博物館已經接手了這項研究。 

### 町名
由比濱是神奈川縣鎌倉市鎌倉地域的地名。現在的行政地名是由比ガ浜一丁目到由比ガ浜四丁目。住居表示已經實施 。郵遞區號是248-0014。 

### 歷史
沿革
- 1964年（昭和39年）1月10日 - 隨著住居表示實施，設置了由比濱二丁目～四丁目。
- 1965年（昭和40年）2月1日 - 隨著住居表示實施，設置由比濱一丁目。

高砂海濱住宅區
在由比濱二丁目有松方正義晚年居住，約4000坪大的「鶴陽莊」，但在他過世後脫離了松方家，2600坪在1937年分为13個部分為「高砂海濱住宅地」。在建地中，松方家的高砂稻荷神現存。 

### 家戶和人口
截至2018年（平成30年）1月1日的家庭和人口如下 
| 丁目         | 戶数    | 人口    |
| ------------ | ------- | ------- |
| 由比濱一丁目 | 501戶   | 1,040人 |
| 由比濱二丁目 | 845戶   | 1,785人 |
| 由比濱三丁目 | 406戶   | 880人   |
| 由比濱四丁目 | 410戶   | 919人   |
| 計           | 2,162戶 | 4,624人 |

### 小學・中學學區
市立小學・中學學區如下 。 
| 丁目         | 街道号码 | 小学               | 初中               |
| ------------ | -------- | ------------------ | ------------------ |
| 由比濱一丁目 | 全區     | 鎌倉市立御成小学校 | 鎌倉市立御成中学校 |
| 由比濱二丁目 | 全區     | 鎌倉市立第一小学校 | 鎌倉市立第一中学校 |
| 由比濱三丁目 | 全區     | 鎌倉市立第一小学校 | 鎌倉市立第一中学校 |
| 由比濱四丁目 | 全區     | 鎌倉市立第一小学校 | 鎌倉市立第一中学校 |

## 交通
- 江之島電鐵（江之電）：和田塚站、由比濱站

## 登場作品
- うた∽かた
- Cosmic Baton Girl コメットさん☆
- 疾風伝説 特攻の拓
- 侵略!イカ娘
- エルフェンリート
- 鎌倉ものがたり
- 音楽
  - 小川コータ&amp;とまそん 『由比ヶ浜』 - 「海街電車」、収録曲
  - 渡辺大地 『由比ヶ浜』 - 「鎌倉高校前〜江ノ電から見える風景〜」、収録曲

### 關聯條目
- 湘南
- 武彦王妃佐紀子女王
- 由比濱站
- 由比浜南遺跡
- 溝出
- 国立国会図書館デジタルコレクション - 山名留三郎『鎌倉旧蹟地誌』／富山房、1895年5月国立国会图书馆数字馆藏-Saburo Yamana“Kamakura Old Town”/ Toyamabo，1895年5月国立国会图书馆数字馆藏-Saburo Yamana“Kamakura Old Town”/ Toyamabo，1895年5月
- 鎌倉市／海水浴場

## 外部連結
- 由比ガ浜.com｜由比ガ浜（由比ヶ浜）海水浴場オフィシャルサイト （页面存档备份，存于） - 運営団体 由比ガ浜茶亭組合
- 鎌倉市／由比ガ浜海水浴場 （页面存档备份，存于）